# Rotherfield Peppard
Rotherfield Peppard är en by och en civil parish i South Oxfordshire, Oxfordshire, England. Orten har 1 473 invånare (2001).